# 忠孝夜市 (高雄市)
忠孝夜市，位於台灣高雄市苓雅區忠孝二路，範圍介於青年一路與四維三路之間。白天是國民市場，晚上則是夜市。因為距離高雄市政府四維行政中心不遠，因此顧客群中，市府員工甚多。
忠孝夜市獲經濟部商業司評列為全國觀光夜市示範點。

## 外部連結
- 忠孝夜市